# Xây dựng cầu đường
Xây dựng cầu đường là một trong những ngành thuộc lĩnh vực xây dựng cơ bản.
Xây dựng cầu đường chiếm một tỉ trọng lớn trong lĩnh vực xây dựng cơ bản. Nhiệm vụ của ngành này là tạo ra một mạng lưới giao thông đường bộ thông suốt.
- Các chức danh: kỹ sư xây dựng cầu đường, công nhân cầu đường...
- Các trường top đầu đào tạo kỹ sư xây dựng cầu đường:  Trường Đại học Giao thông vận tải (UTC),Trường Đại Học Giao thông Vận tải Cơ sở II (UTC2), Trường Đại học Xây dựng Hà Nội, Trường Đại học Giao thông Vận tải Thành phố Hồ Chí Minh, Trường Đại học Bách Khoa thành phố Hồ Chí Minh, Trường Đại học Bách Khoa Đà Nẵng, Trường đại học dân lập Hải Phòng, trường Đại học Kĩ thuật công nghệ Thành phố Hồ Chí Minh, trường đại học kiến trúc Đà Nẵng...
- Các trường đào tạo hệ trung cấp chuyên nghiệp và trung cấp nghề chuyên ngành xây dựng cầu đường: Trường cao đẳng giao thông vận tải III, trường cao đẳng nghề giao thông vận tải trung ương III...

Các môn học chuyên ngành chính bao gồm: thiết kế và xây dựng cầu BTCT, thiết kế hình học và khảo sát thiết kế đường bộ, thiết kế và xây dựng cầu thép, thiết kế nền mặt đường, thiết kế và xây dựng mố trụ cầu, xây dựng đường và đánh giá chất lượng, quy hoạch giao thông vận tải và mạng lưới đường bộ, đường sắt, cảng hàng không và sân bay, giao thông và đường đô thị, kinh tế quản lý và khai thác đường, kĩ thuật giao thông, tin học ứng dụng đường, tin học ứng dụng cầu, thiết kế và xây dựng hầm giao thông, khai thác kiểm định cầu,...
Sau khi kết thúc khoá đào tạo trong trường đại học, ra trường mỗi sinh viên được công nhận danh hiệu kỹ sư cầu đường. Là người có khả năng thiết kế và thi công các công trình cầu đường, sân bay, hầm giao thông, hầm kỹ thuật, bãi chứa, thậm chí bến cảng và cầu tàu... 